# Lamenia flavomaculata
Lamenia flavomaculata är en insektsart som först beskrevs av Frederick Arthur Godfrey Muir 1913.  Lamenia flavomaculata ingår i släktet Lamenia och familjen Derbidae. Inga underarter finns listade i Catalogue of Life.